# Cowley (Alberta)
Cowley es un pueblo canadiense situado en la provincia de Alberta.

## Superficie
Cowley tiene una superficie de 1,36 km².

## Demografía
En 2021, tenía 216 habitantes, una densidad poblacional de 159,2 hab./km², y 110 viviendas.